# Dragoș Militaru
Dragoș Militaru (n. 2 martie 1990, Târgu Jiu, Gorj, România) este un fotbalist român retras din activitate, care a jucat pe post de mijlocaș la echipe ca Pandurii, FC Daugava Riga și Unirea Alba Iulia. După încheierea carierei, a devenit antrenor, și antrenează în prezent pe FC Unirea Dej.

## Biografie

### Cariera ca fotbalist
Ca jucător de fotbal, Dragoș Militaru a evoluat la Pandurii II Târgu Jiu (Liga 3), Minerul Lupeni (Liga 2), Silvania Șimleu Silvaniei (Liga 2), Unirea Alba Iulia (Liga 2), Damila Măciuca (Liga 2), FC Daugava Daugavpils (Liga 1 letonă) și Pandurii Târgu Jiu (Liga 1, unde însă nu a debutat, fiind doar rezervă în câteva meciuri).
La numai 27 de ani, a decis să renunțe la cariera de fotbalist și și-a început cariera de antrenor în februarie 2017, ca secund al lui Adrian Iencsi la Unirea Jucu.

### Cariera ca antrenor
Dragoș Militaru a debutat ca antrenor principal în vara anului 2019, în Liga 3, la Luceafărul Oradea, moment în care a devenit cel mai tânăr antrenor principal din primele trei divizii ale fotbalului din România. 
După șase luni, a plecat la Unirea Dej, unde a antrenat până în 2023. În sezonul 2020-2021 a reușit să promoveze cu Unirea Dej în Liga 2, iar în sezonul 2022-2023 a reușit să o ducă pe Unirea Dej în play-off-ul din Liga 2.
În iunie 2023, Militaru a devenit antrenorul echipei Chindia Târgoviște.
Revine ca antrenor la Unirea Dej  in noiembrie 2023 pana in vara anului 2024.  
In septembrie 2024 semneaza primul contract in afara tarii ca antrenor asistent in SUPERLIGA - Danemarca la clubul Vejle Boldklub.